# 共产主义青年联盟 (乌拉圭)

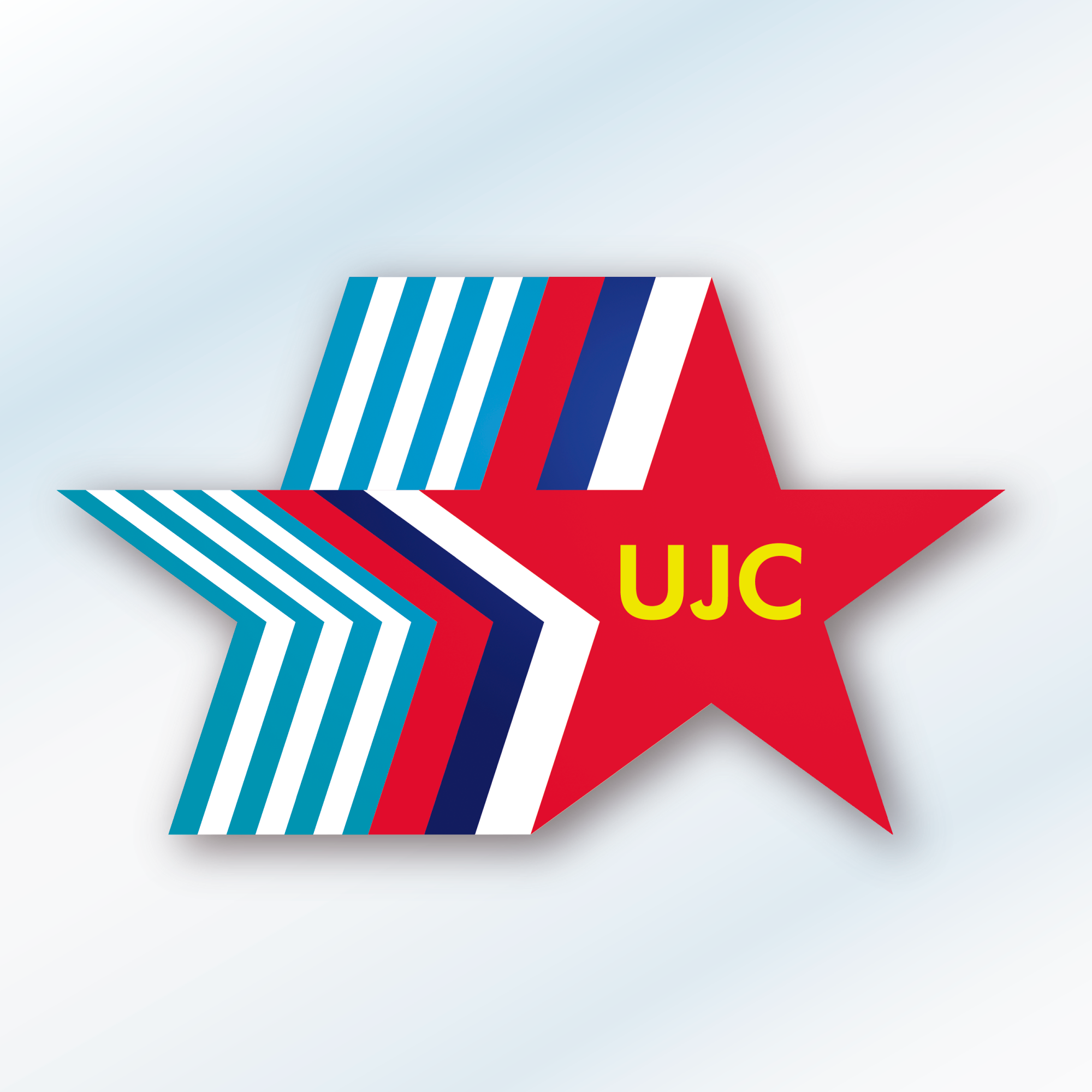
共产主义青年联盟标志

共产主义青年联盟（西班牙語：Unión de la Juventud Comunista，缩写为UJC）是乌拉圭的一个共产主义青年组织，为乌拉圭共产党的青年翼。1955年，乌拉圭共产党第十六次代表大会决定建立该组织。该组织的指导思想是马克思列宁主义。该组织是世界民主青年联盟的成员。